# Línea Reus-Roda de Bará
La línea Roda de Bará-Reus, línea 234 de Adif, es una línea de ferrocarril de ancho ibérico, cuyo recorrido se ubica íntegramente en Cataluña (España). Se inauguró en el año 1884 y se clausuró para el tránsito de viajeros en el año 1992.